# فرد اشنایدر
فرد اشنایدر (انگلیسی: Fred Schneider؛ زادهٔ ۱ ژوئیهٔ ۱۹۵۱) یک موسیقی‌دان اهل ایالات متحده آمریکا است. وی از سال ۱۹۷۶ میلادی تاکنون مشغول فعالیت بوده‌است.
او در فیلم آبی بیابان بازی کرده‌است.